# William Francis Dundonald Cochrane
William Francis Dundonald Cochrane CB, britanski častnik, * 7. avgust 1847, † 23. oktober 1927.
Rodil se je polkovniku Williamu Marshallu Cochranu in njegovi ženi Mary Hussey. Udeležil se je bojev v Južni Afriki, Sudanu in Egiptu.
Poročen je bil s Carolo Möller; rodila se jima je hčerka Carola Maria Rosita Isabel Cochrane (1896–1993).